# Adelby Kirke
Adelby Kirke (på tysk Adelbyer Kirche eller Johanniskirche) er en kirkebygning i Adelby sogn i det sydøstlige Flensborg. Kirken er viet til Johannes Døberen (Sankt Hans).
Det romanske kirkeskib er den ældste del af kirkebygningen, opført af kampesten omkring 1080. Adelby Kirke er dermed den ældste kirke i Flensborg. I 1700-tallet blev kirken væsentlig udvidet og ombygget i barokstil. I 1726 blev den oprindelige klokkestabel revet ned og erstattet af et mere massivt tårn. I 1780 blev kirkeskibet forlænget mod øst og vest. I 1775 blev der anbragt en sandstenstavle med indskriften Soli Deo Gloria (≈Gud alene æren) og Christian VII's monogram.
Kirken er rigt udstyret, af inventaret kan nævnes rokokoalteret af flensborgeren Friedrich Windekilde fra 1779, prædikestolen fra 1681, det sengotiske korbuekrucifiks, statuen af Johannes Døberen fra 1400-tallet og den bibelske billedcyklus over gallerierne. Døbefonten er af gotlandsk kalksten fra 1200-tallet. En af de to kirkeklokkerne er fra 1400-tallet.
Kirkebygningen hører under den nordtyske lutherske landskirke, men også den lokale danske menighed holder med mellemrum danske gudstjenester i Adelby Kirke.

## Billeder
- Kirkegårdsporten
- Kirketårnet
- Christian 7.s monogram og inskriften Soli Deo Gloria
- Kirkeskibet
- Hovedingang